# Mervyn Rose
Pour les articles homonymes, voir Rose.
Mervyn Gordon Rose, né le 23 janvier 1930 à Coffs Harbour (Nouvelle-Galles du Sud) et mort le 23 juillet 2017 à Melbourne, est un joueur puis entraîneur de tennis australien.
Faisant partie des tout meilleurs joueurs des années 1950, il a remporté sept titres du Grand Chelem dont deux en simple : l'Open d'Australie en 1954 et Roland-Garros en 1958.
Il est membre de l'International Tennis Hall of Fame depuis 2001 et de l' Australian Tennis Hall of Fame depuis 2002. Il a aussi été reçu la médaille australienne des Sports en 2000 et été distingué de l'Ordre d'Australie en 2006.

## Carrière
Finaliste aux Championnats d'Australie en 1953, il y remporte son premier titre en Grand Chelem l'année suivante contre Rex Hartwig. C'est avec ce dernier qu'il a remporté trois de ses quatre Grand Chelem en double à Forest Hills en 1953 puis à Sydney et Wimbledon en 1954. Il a également formé une paire prolifique avec Don Candy, atteignant cinq autres finales dont Roland-Garros en 1957, année durant laquelle il remporte son unique tournoi en double mixte à Wimbledon avec Darlene Hard.
Il connaît sa meilleure saison en 1958 puisqu'il réalise un quasi sans faute sur terre battue avec un titre à Naples, Rome et une finale à Barcelone contre Sven Davidson. Il conclut en beauté cette série en s'imposant à Roland-Garros en disposant facilement de Luis Ayala (6-3, 6-4, 6-4) après avoir écarté Pierre Darmon et Jacky Brichant. Il enchaîne avec une demi-finale à Wimbledon. Il termine l'année à la 3e place mondiale et fait le choix de rejoindre les rangs des professionnels en 1959. Cependant, ne parvenant pas à concurrencer Lew Hoad et Tony Trabert, il met fin à sa carrière à la fin de la saison. Il devient alors l'entraîneur de Margaret Court et de Billie Jean King. Au début des années 1970, il réapparait dans quelques tournois Open en Australie. Par la suite, il a également entraîné Arantxa Sánchez Vicario, Eléni Daniilídou et Nadia Petrova.
Membre de l'équipe d'Australie de Coupe Davis depuis 1950, il a participé aux finales du Challenge Round victorieuses contre les Américains en 1951 et 1957 où il remporte le double avec Mal Anderson.

## Palmarès (partiel)

### Titres en simple messieurs
| No | Date       | Nom et lieu du tournoi                           | Catégorie | Surface      | Finaliste          | Score                     |          |
| -- | ---------- | ------------------------------------------------ | --------- | ------------ | ------------------ | ------------------------- | -------- |
| 1  | 19-01-1953 | South Australian Championships, Adélaïde         |           | Gazon (ext.) | Vic Seixas         | 6-4, 3-6, 6-4, 2-6, 11-9  |          |
| 2  | 20-07-1953 | Canadian International Championships, Toronto    |           | Dur (ext.)   | Rex Hartwig        | 6-3, 6-4, 6-2             |          |
| 3  | 22-01-1954 | Australian Championships, Sydney                 | G. Chelem | Gazon (ext.) | Rex Hartwig        | 6-2, 0-6, 6-4, 6-2        | Parcours |
| 4  | 01-05-1957 | City of Paris International Championships, Paris |           | Terre (ext.) | Budge Patty        | 7-5, 6-3, 7-5             |          |
| 5  | 14-08-1957 | Bavarian Tennis Championships, Munich            |           | Terre (ext.) | Budge Patty        | 5-7, 12-10, 5-7, 6-2, 6-4 |          |
| 6  | 19-08-1957 | German International Championships, Hambourg     |           | Terre (ext.) | Pierre Darmon      | 6-3, 6-0, 6-1             |          |
| 7  | 05-05-1958 | Internationaux d'Italie, Rome                    |           | Terre (ext.) | Nicola Pietrangeli | 5-7, 8-6, 6-4, 1-6, 6-2   |          |
| 8  | 20-05-1958 | Internationaux de France, Paris                  | G. Chelem | Terre (ext.) | Luis Ayala         | 6-3, 6-4, 6-4             | Parcours |

### Finales en simple messieurs
| No | Date       | Nom et lieu du tournoi                           | Catégorie | Surface      | Vainqueur      | Score                   |          |
| -- | ---------- | ------------------------------------------------ | --------- | ------------ | -------------- | ----------------------- | -------- |
| 1  | 18-11-1951 | New South Wales Championships, Sydney            |           | Gazon (ext.) | Vic Seixas     | 4-6, 9-7, 4-6, 7-5, 6-3 |          |
| 2  | 16-06-1952 | Queen's Club Tournament, Londres                 |           | Gazon (ext.) | Frank Sedgman  | 10-8, 6-2               |          |
| 3  | 07-07-1952 | Swedish International Championships, Båstad      |           | Terre (ext.) | Budge Patty    | 6-4, 6-2, 12-10         |          |
| 4  | 08-01-1953 | Australian Championships, Melbourne              | G. Chelem | Gazon (ext.) | Ken Rosewall   | 6-0, 6-3, 6-4           | Parcours |
| 5  | 14-06-1954 | Queen's Club Tournament, Londres                 |           | Gazon (ext.) | Lew Hoad       | 8-6, 6-4                |          |
| 6  | 14-11-1954 | New South Wales Championships, Sydney            |           | Gazon (ext.) | Rex Hartwig    | 6-3, 6-4, 8-6           |          |
| 7  | 16-04-1955 | City of Paris International Championships, Paris |           | Terre (ext.) | Budge Patty    | 6-2, 6-2, 6-1           |          |
| 8  | 06-07-1955 | Swedish International Championships, Båstad      |           | Terre (ext.) | Ham Richardson | 4-6, 6-2, 6-4, 6-2      |          |
| 9  | 13-05-1957 | Tournoi de tennis de Barcelone, Barcelone        |           | Terre (ext.) | Herbert Flam   | 6-4, 4-6, 6-3, 6-4      |          |
| 10 | 22-04-1957 | Tournoi de tennis de River Oaks, Houston         |           | NC           | Herbert Flam   | 7-5, 6-1, 6-4           |          |
| 11 | 24-11-1957 | South Australian Championships, Adélaïde         |           | Gazon (ext.) | Mal Anderson   | 7-5, 6-8, 4-6, 6-2, 6-4 |          |
| 12 | 12-05-1958 | Tournoi de tennis de Barcelone, Barcelone        |           | Terre (ext.) | Sven Davidson  | 4-6, 6-2, 7-5, 6-1      |          |

### Titres en double messieurs
| No | Date       | Nom et lieu du tournoi                   | Catégorie | Surface      | Partenaire         | Finalistes                    | Score                     |          |
| -- | ---------- | ---------------------------------------- | --------- | ------------ | ------------------ | ----------------------------- | ------------------------- | -------- |
| 1  | 29-08-1952 | US National Championships Forest Hills   | G. Chelem | Gazon (ext.) | Vic Seixas         | Ken McGregor Frank Sedgman    | 3-6, 10-8, 10-8, 6-8, 8-6 | Parcours |
| 2  | 29-08-1953 | US National Championships Forest Hills   | G. Chelem | Gazon (ext.) | Rex Hartwig        | Bill Talbert Gardnar Mulloy   | 6-4, 4-6, 6-2, 6-4        | Parcours |
| 3  | 22-01-1954 | Australian Championships Sydney          | G. Chelem | Gazon (ext.) | Rex Hartwig        | Neale Fraser Clive Wilderspin | 6-3, 6-4, 6-2             | Parcours |
| 4  | 21-06-1954 | The Championships Wimbledon              | G. Chelem | Gazon (ext.) | Rex Hartwig        | Vic Seixas Tony Trabert       | 6-4, 6-4, 3-6, 6-4        | Parcours |
| 5  | 1955       | Tournoi de tennis de Barcelone Barcelone |           | Terre (ext.) | George Worthington | Arthur Larsen Budge Patty     | 6-2, 2-6, 6-2, 6-1        |          |
| 6  | 1957       | Tournoi de tennis de Barcelone Barcelone |           | Terre (ext.) | Robert Howe        | Herbert Flam Sydney Schwartz  | 6-3, 6-3, 5-7, 6-1        |          |

### Finales en double messieurs
| No | Date       | Nom et lieu du tournoi                   | Catégorie | Surface      | Vainqueurs                     | Partenaire       | Score                |          |
| -- | ---------- | ---------------------------------------- | --------- | ------------ | ------------------------------ | ---------------- | -------------------- | -------- |
| 1  | 25-08-1951 | US National Championships Forest Hills   | G. Chelem | Gazon (ext.) | Ken McGregor Frank Sedgman     | Don Candy        | 10-8, 6-4, 4-6, 7-5  | Parcours |
| 2  | 18-01-1952 | Australian Championships Adélaïde        | G. Chelem | Gazon (ext.) | Frank Sedgman Ken McGregor     | Don Candy        | 6-4, 7-5, 6-3        | Parcours |
| 3  | 08-01-1953 | Australian Championships Melbourne       | G. Chelem | Gazon (ext.) | Ken Rosewall Lew Hoad          | Don Candy        | 9-11, 6-4, 10-8, 6-4 | Parcours |
| 4  | 20-05-1953 | Internationaux de France Paris           | G. Chelem | Terre (ext.) | Lew Hoad Ken Rosewall          | Clive Wilderspin | 6-2, 6-1, 6-1        | Parcours |
| 5  | 22-06-1953 | The Championships Wimbledon              | G. Chelem | Gazon (ext.) | Lew Hoad Ken Rosewall          | Rex Hartwig      | 6-4, 7-5, 4-6, 7-5   | Parcours |
| 6  | 20-01-1956 | Australian Championships Brisbane        | G. Chelem | Gazon (ext.) | Ken Rosewall Lew Hoad          | Don Candy        | 10-8, 13-11, 6-4     | Parcours |
| 7  | 20-05-1957 | Internationaux de France Paris           | G. Chelem | Terre (ext.) | Malcolm Anderson Ashley Cooper | Don Candy        | 6-3, 6-0, 6-3        | Parcours |
| 8  | 1958       | Tournoi de tennis de Barcelone Barcelone |           | Terre (ext.) | Jaroslav Drobný Budge Patty    | Warren Woodcock  | 7-5, 6-3, 6-2        |          |

### Titre en double mixte
| No | Date       | Nom et lieu du tournoi      | Catégorie | Surface      | Partenaire   | Finalistes                 | Score    |          |
| -- | ---------- | --------------------------- | --------- | ------------ | ------------ | -------------------------- | -------- | -------- |
| 1  | 24-06-1957 | The Championships Wimbledon | G. Chelem | Gazon (ext.) | Darlene Hard | Althea Gibson Neale Fraser | 6-4, 7-5 | Parcours |

### Finales en double mixte
| No | Date       | Nom et lieu du tournoi                 | Catégorie | Surface      | Vainqueurs               | Partenaire          | Score         |          |
| -- | ---------- | -------------------------------------- | --------- | ------------ | ------------------------ | ------------------- | ------------- | -------- |
| 1  | 23-05-1951 | Internationaux de France Paris         | G. Chelem | Terre (ext.) | Doris Hart Frank Sedgman | Thelma Coyne Long   | 7-5, 6-2      | Parcours |
| 2  | 25-06-1951 | The Championships Wimbledon            | G. Chelem | Gazon (ext.) | Doris Hart Frank Sedgman | Nancye Wynne Bolton | 7-5, 6-2      | Parcours |
| 3  | 25-08-1951 | US National Championships Forest Hills | G. Chelem | Gazon (ext.) | Doris Hart Frank Sedgman | Shirley Fry         | 6-3, 6-2      | Parcours |
| 4  | 04-05-1953 | Internationaux d'Italie Rome           |           | Terre (ext.) | Doris Hart Vic Seixas    | Maureen Connolly    | 6-4, 6-4      |          |
| 5  | 20-05-1953 | Internationaux de France Paris         | G. Chelem | Terre (ext.) | Doris Hart Vic Seixas    | Maureen Connolly    | 4-6, 6-4, 6-0 | Parcours |
| 6  | 1955       | Internationaux d'Italie Rome           |           | Terre (ext.) | Pat Ward Enrique Morea   | Beryl Penrose       | Forfait       |          |

## Parcours dans les tournois duGrand Chelem

### En simple
| Année | Open d'Australie | Open d'Australie | Internationaux de France | Internationaux de France | Wimbledon       | Wimbledon    | US Open        | US Open     |
| ----- | ---------------- | ---------------- | ------------------------ | ------------------------ | --------------- | ------------ | -------------- | ----------- |
| 1949  | 1/8 de finale    | G. Worthington   | —                        | —                        | —               | —            | —              | —           |
| 1950  | 1/4 de finale    | E. Sturgess      | 3e tour (1/16)           | F. Kovaleski             | 3e tour (1/16)  | Bill Sidwell | 3e tour (1/16) | Dick Savitt |
| 1951  | 1/4 de finale    | Art Larsen       | 1/4 de finale            | E. Sturgess              | 1er tour (1/64) | Art Larsen   | 1/8 de finale  | Budge Patty |
| 1952  | 1/2 finale       | F. Sedgman       | 1/8 de finale            | G. Mulloy                | 1/2 finale      | F. Sedgman   | 1/2 finale     | F. Sedgman  |
| 1953  | Finale           | Ken Rosewall     | 1/8 de finale            | E. Morea                 | 1/2 finale      | Vic Seixas   | 1/8 de finale  | Budge Patty |
| 1954  | Victoire         | Rex Hartwig      | 1/4 de finale            | Tony Trabert             | 1/4 de finale   | Tony Trabert | —              | —           |
| 1955  | 1/4 de finale    | Tony Trabert     | 1/4 de finale            | Tony Trabert             | 2e tour (1/32)  | J. Drobný    | —              | —           |
| 1956  | 1/4 de finale    | Lew Hoad         | —                        | —                        | —               | —            | —              | —           |
| 1957  | —                | —                | 1/2 finale               | Herbert Flam             | 1/4 de finale   | Lew Hoad     | —              | —           |
| 1958  | 1/2 finale       | Mal Anderson     | Victoire                 | Luis Ayala               | 1/2 finale      | A. Cooper    | —              | —           |
| 1971  | 1er tour (1/64)  | Bob Lutz         | —                        | —                        | —               | —            | —              | —           |
| 1972  | 2e tour (1/32)   | Colin Dibley     | —                        | —                        | —               | —            | —              | —           |

N.B. : à droite du résultat se trouve le nom de l'ultime adversaire.

### En double
| Année | Open d'Australie           | Open d'Australie         | Internationaux de France | Internationaux de France | Wimbledon | Wimbledon | US Open | US Open |
| ----- | -------------------------- | ------------------------ | ------------------------ | ------------------------ | --------- | --------- | ------- | ------- |
| 1971  | 1er tour (1/32) F. Sedgman | M. Cox G. Stilwell       | —                        | —                        | —         | —         | —       | —       |
| 1972  | 2e tour (1/16) E. Ewert    | S. Ball J. Bartlett      | —                        | —                        | —         | —         | —       | —       |
| 1973  | 2e tour (1/16) N. Fraser   | T. Kakulia A. Metreveli  | —                        | —                        | —         | —         | —       | —       |
| 1974  | 1er tour (1/32) E. Ewert   | B. Carmichael R. Ruffels | —                        | —                        | —         | —         | —       | —       |

N.B. : le nom du ou de la partenaire se trouve sous le résultat ; le nom des ultimes adversaires se trouve à droite.